# Grupo Metha
O Grupo Metha, anteriormente conhecido como Grupo OAS, é um conglomerado brasileiro fundado em Salvador, Bahia em dezembro de 1976 com sede em São Paulo que atua em diversos países do mundo no ramo da engenharia civil.
Ela é formada pela KPE Engenharia, que opera na construção civil e pesada, e a Beyond que atua no segmento de saneamento básico. O Grupo presta serviços de Engenharia e Construção em 22 países na América do Sul, América Central, Caribe e no continente Africano.
Através da E2, a empresa administra três estádios no Brasil: Arena do Grêmio, em Porto Alegre; Arena Fonte Nova, em Salvador; e Arena das Dunas, em Natal.
Seu sócio majoritário é César Mata Pires, que detém 80% da empresa. José Adelmário Pinheiro possui 10% e os 10% restantes estão distribuídos entre sócios minoritários.

## Linha do tempo

### 1976/1985 — Atuação regional
Neste período, a OAS executou atividades de construção civil (clientes públicos e privados), na área imobiliária (residencial e comercial) e na agroindústria, atuando no estado da Bahia, bem como outros estados da região Nordeste.[carece de fontes?]

### 1986/1993 — Atuação nacional
Nesta fase, a OAS expandiu suas atividades para praticamente todas as regiões em todo o país. Esta fase foi marcada pela grande diversificação de atividades da OAS, tais como a agroindústria (camarão, frutas); petroquímica; ambiental (coleta de lixo); montagem e energia (distribuição de gás industrial).[carece de fontes?]

### 1994/1998 — Novos segmentos
O grupo decidiu concentrar-se na sede da OAS seu "Núcleo de Negócios" – construção pesada, montagem industrial e ambiental, devido às mudanças que ocorreu no cenário nacional. Portanto, trabalhou com a expertise de auto-suprimento de absorção destas áreas e agregou ao seu mercado de atuação.[carece de fontes?]

### 1999/2002 — Consolidação
Nesta fase, o foco era a construção pesada e setores de concessão. As concessões a seguir foram agregados: Concessionária Litoral Norte (CLN), Rio Teresópolis (CRT) e Linha Amarela (LAMSA).[carece de fontes?]

### Desde 2003 — Atuação internacional
Nesta fase, uma maior participação nos investimentos do Governo Federal de vários países é procurado, especialmente nas áreas de petróleo, gás, infraestrutura e energia, em trabalhos ligados a programas estruturais. Inicia a exploração de oportunidades na área aeroportuária, em 2012 por meio da sua controlada Invepar arremata a concessão do Aeroporto Internacional de São Paulo-Guarulhos em parceria com a sul-africana Airports Company South Africa (GRU Airport) e em agosto de 2014 com a Invepar faz proposta ao Aeroporto Internacional do Galeão.
A empreiteira também tem investido na África. Ela construirá parte de um novo porto em Nacala, Moçambique, que escoará parte do minério produzido no país. Em Gana, a empreiteira construirá cinco mil casas por duzentos milhões de dólares - valor conseguido pelo governo ganês por empréstimo internacional. Em fevereiro de 2014, a sede da OAS na Guiné foi alvo de protestos por parte da população. A empreiteira é envolvida em várias obras públicas no país.
O grupo era formado pela Construtora OAS, a OAS Empreedimentos, que operava no segmento do mercado imobiliário, a OAS Investimentos, responsável por investimentos privados em infraestrutura e concessões de serviços públicos e privados, a OAS Arenas, responsável pela administração de estádios, uma fatia de 24,44% da OAS na Invepar, uma fatia no Estaleiro Enseada (17,5%), a OAS Soluções Ambientais, a OAS Óleo e Gás, que atuava no desenvolvimento de projetos de apoio às operações de exploração e produção, proprietária de cinco navios-sonda, e a OAS Defesa, que atuava na área bélica.

### Reestruturação
A OAS entrou em recuperação judicial em 31 de março de 2015, a qual durou até março de 2020.
Em janeiro de 2021, a empresa passou a se chamar Metha e foi realizada com uma reestruturação societária que deu origem a uma segunda empresa, a Coesa, que ficou com parte dos ativos da antiga OAS, mas sem vinculação com o grupo.  
Foram criadas novas subsidiárias para o grupo, a KPE Engenharia, construtora que atua empreendimentos de infraestrutura pesada; a E2, que administra as arenas multifuncionais Fonte Nova, Arena do Grêmio e Arena das Dunas, e a Beyond, no setor de engenharia ambiental e saneamento. 
Em novembro de 2023, a sede do grupo foi transferida para Salvador.

## Polêmicas

### Trabalho escravo
Em setembro de 2013, uma fiscalização do Ministério do Trabalho e Emprego flagrou que a OAS usava 150 trabalhadores em condições análogas às de escravos nas obras de ampliação do Aeroporto de Guarulhos. Eles foram aliciados em estados do nordeste e mantidos em condições degradantes. Além disso, Ministério Público do Trabalho (MPT) notou que a OAS praticou tráfico de pessoas e as submeteu a servidão por dívida. Após mais de um mês de investigações conduzidas por uma força-tarefa que envolveu a fiscalização do Ministério do Trabalho e Emprego (MTE), MPT e a Vara Itinerante do Tribunal Regional do Trabalho da 2ª Região, a empreiteira foi multada em quinze milhões de reais.
Em julho de 2014, a construtora entrou na "lista suja" da escravidão, uma relação das empresas que mantêm trabalho escravo elaborada pelo Governo Federal. A empreiteira foi responsabilizada por escravizar 124 pessoas na construção de torre comercial do Shopping Boulevard, em Minas Gerais. O Ministério Público do Trabalho concluiu que, entre junho e outubro de 2013, a OAS submeteu os trabalhadores a jornadas exaustivas e irregulares, gerando, além do mais, risco de acidentes de trabalho.

### Corrupção
Em agosto de 2015, a justiça condenou o ex-presidente da OAS Leo Pinheiro, e o diretor da área internacional da OAS, Agenor Medeiros, por corrupção ativa, lavagem de dinheiro e de organização criminosa. Outros dois executivos da OAS foram condenados a 11 anos de prisão por lavagem de dinheiro e por integrar organização criminosa. Na sentença, o juiz Sergio Moro diz que o valor dos contratos e da propina indicam que a corrupção era uma "política corporativa" da OAS e que não era possível acreditar que a prática de crimes tenha sido iniciativa individual de um ou outro executivo.
Em novembro de 2019, o grupo OAS assinou um acordo de leniência com a Advocacia-Geral da União (AGU) e a Controladoria Geral da União (CGU), comprometendo-se a pagar R$ 1,92 bilhão até 2047 à União, no valor de R$ 1,03 bilhão, e às empresas estatais lesadas.

## Principais obras
O Grupo OAS tem em seu portfólio mais de duas mil obras realizadas, incluindo estradas, ferrovias, portos, dutos, barragens, aeroportos, pontes, estádios, indústrias, shoppings, loteamentos, hotéis, condomínios residenciais e empresariais. Dentre eles, tais como o Estádio Olímpico Nilton Santos, o Engenhão, no Rio de Janeiro; a Linha 4 do Metrô de São Paulo; a fábrica da Ford, em Camaçari, na Bahia; o Aeroporto Zumbi dos Palmares, na cidade de Maceió; a obra Canal Centenário, em Salvador, realizada para eliminar os constantes alagamentos da Avenida Centenário e ruas próximas. A Avenida ainda ganhou dois parques, instalados no canteiro central sobre as placas de concreto que agora cobrem o canal que existe no local. A obra conta também com um conjunto de lazer com bancos, quiosques, ciclovia, pistas para caminhadas, gramado e equipamentos de ginástica. A reforma do Aeroporto de Congonhas e a Ponte Estaiada Octavio Frias de Oliveira, em São Paulo, uma construção com 144 estaios (cabos), planejado individualmente, que ligam uma torre de 138 metros de altura a duas modernas pistas em curva, cada uma com 1.200 metros de comprimento. O projeto foi o primeiro do tipo no mundo e já se tornou um cartão postal do centro econômico do país. Há também, a construção de alguns estádios de futebol, como a Arena das Dunas e a Arena do Grêmio, localizados em Natal e Porto Alegre, respectivamente.[carece de fontes?]

## Na América Latina
A empresa possui participação acionária na Invepar, uma das maiores empresas de concessão do Brasil, associada aos três maiores fundos de pensão do país – Previ, Petros e Funcef. A Invepar opera a Concessionária Litoral Norte (CLN) na Bahia, primeira concessão rodoviária do norte e nordeste, a Concessionária Rio-Teresópolis (CRT), a Concessionária Linha Amarela (LAMSA), ambas no Rio de Janeiro, a Concessionária Auto Raposo Tavares (CART) no interior do estado de São Paulo e o Metrô Rio, única concessão privada de metrô do país. O Grupo possui participações no Terminal Portuário do Guarujá (TPG), concebido como um terminal de contêineres moderno, construído e aparelhado com tecnologia de última geração para receber os navios mais eficientes da atualidade, do tipo post-panamax, e operar servindo todas as linhas de navegação. O Grupo conta, ainda, com participação no Estaleiro da Bahia S.A (EBASA), que terá como foco de atuação a construção de sondas de perfuração, plataformas de produção, navios de apoio às operações offshore e naval (PSV e AHTS) e petroleiros. A construção do estaleiro exigirá investimentos de cerca de US$ 400 milhões, tornando-se um dos maiores do país, com capacidade de produzir 110 mil toneladas de aço processado por ano e responsável pela criação de cerca de 5 mil empregos diretos. A construção de âncoras urbanas sempre foi uma característica e um objetivo da OAS. Dessa maneira, a empresa deu vida a lugares que se tornaram, posteriormente, verdadeiros centros econômicos e bairros residenciais conceituados. Foi assim em Salvador. O Cidade Jardim, a Avenida Paralela e a Avenida Tancredo Neves são exemplos de lugares que se desenvolveram a partir de empreendimentos da OAS.[carece de fontes?]
Visando a atingir posições estratégicas, a OAS foi a terceira empresa que mais doou a campanhas políticas no Brasil entre 2002 e 2012, conforme levantamento do jornal Folha de S.Paulo.